# Сан Ђулијано (Казерта)
Сан Ђулијано је насеље у Италији у округу Казерта, региону Кампанија.
Према процени из 2011. у насељу је живело 121 становника. Насеље се налази на надморској висини од 257 м.